# Гра в хованки (фільм)
«Гра в хованки» (англ. Ready or Not) — американський фільм жахів з елементами трилера та чорної комедії режисера Метта Беттінеллі-Олпіна і Тайлера Джиллетта, знятий за сценарієм Гая Басіка та Р. Крістофера Мерфі. У фільмі знімалися Самара Вівінг, Адам Броуді, Марк О'Браєн, Генрі Черні й Енді Макдавелл.
Світова прем'єра стрічки відбулася на Міжнародному фестивалі фантастичних фільмів «FanTasia» (Монреаль) 27 липня 2019 року.

## Сюжет
Заможна родина Ле Домас має давню традицію грати в гру в першу шлюбну ніч при появі нового члена сім'ї. Багато років тому молоді Алекс Ле Домас і його брат Даніель стали свідками вбивства нареченого одразу після весілля з їхньою тіткою Гелен.
Тридцять років потому Алекс, який не спілкувався з сім'єю протягом багатьох років, одружується з молодою жінкою Грейс в маєтку Ле Домас. Опівночі, після весілля, Грейс бере участь у сеансі, на якому вона повинна взяти карту з таємничої дерев'яної скрині і зіграти у вказану на ній гру з Алексом, Деніелєм, їхнім батьком Тоні, матір'ю Беккі, дружиною Деніеля Череті, наркозалежною сестрою Алекса Емілі, чоловіком Емілі Фітчем Бредлі та тіткою Алекса Гелен, яка є старшою сестрою Тоні. Тоні пояснює, що його прадід Віктор Ле Домас уклав угоду з містером Ле Бейлом, за якою він буде допомагати розбагатіти Ле Домасам за умови дотримання традиції.
На картці Грейс було написано «хованки». Оцінивши гру як безпечну, вона ховається в маєтку. Всі, окрім Алекса, беруть для її пошуків старовинну зброю.
Алексу вдається знайти дружину раніше своєї сім'ї, водночас Емілі випадково вбиває одну з покоївок. Алекс повідомляє Грейс, що хованки — це єдиний варіант, який, за традицією, вказує на необхідність вбити новачка у грі, а родина намагається вбити її, бо вважає, що в іншому випадку вони помруть. Всупереч бажанню своєї сім'ї, Алекс обіцяє Грейс допомогти втекти та пояснює, що тримав ритуал в таємниці через страх, що вона кине його. Алекс дає інструкцію Грейс йти на кухню. На шляху жінка натикається на покоївку, яку згодом також убивають, та Даніеля, який ненавидить природу своєї сім'ї, тому не перешкоджає Грейс. Алекс вимикає камери спостереження та відчиняє двері маєтку. Однак він потрапляє в полон до своєї сім'ї через зраду. Грейс вдається вислизнути від дворецького Стівенса.
Емілі вбиває ще одну покоївку. Стівенс повідомляє, що Грейс втекла, але обіцяє знайти її. Син Емілі, Джорджі, влучає в руку втікачки з револьвера, після чого вона отримує ще одну травму, протискуючись крізь паркан. Стівенс переслідує Грейс на машині, але їй вдається тимчасово позбутися його. Дівчина намагається викликати поліцію, але техпідтримка блокує автомобіль, який оголошений у розшук, тому Стівенс захоплює Грейс та везе назад. На шляху до маєтку жінка створює аварію, в якій дворецький гине. Даніель схоплює її. Ле Домси готуються до ритуалу, п'ючи вино. У всіх починається блювання, крім Даніеля. Він отруїв вино несмертельним розчином сірчаної кислоти, аби врятувати Грейс.
Алекс позбувається кайданків та тікає зі свого полону, а Даніель звільняє Грейс. Трійця намагається втекти, але Череті застрелює Даніеля. Після підпалу маєтку Грейс убиває Беккі за допомогою скрині. Алекс застає Грейс поряд із тілами матері й брата та схоплює її, щоб принести в жертву.
Під час ритуалу вбивства Грейс поранена ножем, але рятується, коли Гелен показує сім'ї, що світанок настав. Надприродне покарання, відповідно до угоди, начебто не відбувається. Але коли Гелен намагається порушити правила і вбити Грейс після світанку, всі члени родини починають вибухати.
У той час як маєток займається, у виблисках полум'я Грейс бачить у кріслі дух містера Ле Бейла, який схвалює її виживання. Прибуває поліція та рятувальники. Коли один із них запитує, що сталося, Грейс відповідає: «невдалий шлюб» (в оригіналі — in-law, «рідня»).

## У ролях
| Актор            | Роль             |
| ---------------- | ---------------- |
| Самара Вівінг    | Грейс            |
| Адам Броуді      | Даніель Ле Домас |
| Марк О'Браєн     | Алекс Ле Домас   |
| Генрі Черні      | Тоні Ле Домас    |
| Енді Макдавелл   | Бекі Ле Домас    |
| Крістіан Бруун   | Фітч Бредлі      |
| Мелані Скрофано  | Емілі Ле Домас   |
| Еліз Левек       | Череті Ле Домас  |
| Ніккі Гуаданьї   | Гелен Ле Домас   |
| Джон Ралстон     | Стівенс          |
| Ітан Таварес     | Гейб             |
| Ліам Мак-Дональд | Джорджи          |

## Український Дубляж
- Студія: Постмодерн
- Перекладач: Дмитро Рассказов
- Режисерка дублювання: Світлана Шекера
- Звукорежисер: Андрій Славинський
- Менеджерка проєкту: Наталія Філіппова
- Студія міксу: PIXELOGIC MEDIA

Ролі дублювали:
- Грейс — Катерина Брайковська
- Алекс — Євгеній Лісничий
- Деніел — Дмитро Гаврилов
- Тоні — Михайло Войчук
- Бекі — Світлана Шекера
- Емілі — Вікторія Москаленко
- Фітч — Роман Чорний
- Черіті — Юлія Перенчук
- Хелен — Ольга Радчук
- Стівенс — Андрій Твердак
- Джорджі — Іван Вікулов
- ейб, малий Алекс — Олексій Сморигін
- Клара — Олена Борозенець
- Тіна — Марія Яценко
- Дора — Ганна Абрамьонок
- Малий Деніел — Дмитро Павленко
- Чарльз — Олександр Погребняк
- Юна Хелен — Катерина Башкіна
- Поліцейський — Петро Сова
- Джастін — В'ячеслав Дудко

А також: Кирило Нікітенко, Павло Голов, Дмитро Шапкін

## Виробництво
У листопаді 2017 року було оголошено, що Метт Беттінеллі-Олпін та Тайлер Джиллет будуть режисерами фільму за сценарієм Гая Басіка та Р. Крістофера Мерфі. Джеймс Вандербілт, Бредлі Фішер, Віллем Шерак, Тріпп Вінсон стануть продюсерами фільму, водночас як Тара Фарні, Трейсі Нюберг і Чад Віллелла — виконавчими продюсерами.
З серпня по жовтень 2018 року до акторського складу фільму приєдналися Самара Вівінг, Енді Макдавелл, Адам Броуді, Марк О'Браєн, Мелані Скрофано, Генрі Черні та Еліз Левек.
Основні зйомки почалися 15 жовтня 2018 року і завершилася 19 листопада 2018 року. 26-денні зйомки відбувся в різних місцях навколо Торонто, Онтаріо, зокрема Каса Лома, Саннібрук парк і природоохоронній зоні Клервілль, а також Парквуд Істейт в Ошаві, Онтаріо.

## Випуск
Перший трейлер був випущено 17 червня 2019 року. Світова прем'єра відбулась на Міжнародному фестивалі «Fantasia Film» 27 липня 2019, прокат в кінотеатрах — з 21 серпня 2019 року.
Студія витратила приблизно 24 мільйони доларів на просування і рекламу фільму.

## Сприйняття

### Касові збори
Планувалось, що у Сполучених Штатах і Канаді «Гра в хованки» збере $ 6,5 млн в перші вихідні та $ 8-12 мільйонів за п'ять інших днів. Фільм показували в 2818 театрах, що стало наймасштабнішим релізом в історії Fox Searchlight. Фільм заробив $ 1,9 мільйона в перший день, в середу, зокрема $730 000 від попереднього перегляду у вівторок ввечері, і $1,1 млн наступного дня. Стрічка отримала $8 мільйонів у перші вихідні (і 11 мільйонів доларів за перші п'ять днів), зайнявши друге місце в перші два дні і шосте за вихідні.

### Критика
На сайті Rotten Tomatoes фільм має рейтинг схвалення 87 % з середньою оцінкою 7,2/10 на основі 172 відгуках. Критичний консенсус сайту говорить: «Розумний, підривний і похмуро смішний, „Гра в хованки“ — це фільм жахів із запаморочливим та розважальним укусом». На Metacritic оцінка — 63 з 100, заснована на 33 оглядах, що вказують на «в цілому сприятливі відгуки». Глядачі, опитані Cinemas, дали фільму середню оцінку «B+» за шкалою від A + до F, водночас на PostTrak, дали йому загальну позитивну оцінку 71 % (3,5 з 5 зірок) і 50 % заявили, що «безумовно рекомендують».